# 绿色油墨
绿色油墨，是指按照特定的标准组织生产，并经过国家专门机构认定的，对人类健康及生态环境均不构成威胁或危害的环保型、安全性油墨品种。
油墨通常由颜料、连结料、溶剂和助剂四大部分组成，而这些成份往往含有许多有毒或者有害的物质。例如在油墨中应用极为广泛的苯类物质（包括苯、甲苯、二甲苯等），已被世界卫生组织列入致癌物目录；还有颜料中存在的铅、铬、汞等重金属，以及石油溶剂中含有的芳香烃等，都会对人体健康以及自然环境构成威胁。
随着社会的进步和经济的发展，人们对油墨的环保问题日益关注，油墨制造者不得不改变传统的生产方式，试图在满足印刷需求的同时，生产出更加环保和安全的油墨，绿色油墨便应运而生。
在欧、美、日等发达地区，油墨的环保问题受到广泛的关注，政府及行业组织制订了一系列针对油墨的法令和条例，以确保油墨厂商生产出符合环保要求的油墨。
在中国，由于“毒薯片”、“毒奶粉”等一系列食品安全事件的发生，政府和公众也开始对油墨的环保与安全给予高度关注。2007年在上海成立了专门的油墨环保化机构——全国油墨油墨制造商绿色联盟，在加强油墨企业自律、提高公众认知水平和推动油墨绿色环保方面发挥着积极作用。2009年新东方、盛威科等知名油墨厂商在杭州绿色油墨论坛上发起《绿色油墨宣言》，倡议油墨制造商生产更多的无苯油墨，对环境保护和人类健康作出贡献。